# 贝尔塞罗
贝尔塞罗，是西班牙卡斯蒂利亚-莱昂巴利亚多利德省（Valladolid)的一个市镇。总面积41平方公里，总人口210人（2020年），人口密度5人/平方公里。